# Амала Пол
Амала Пол (അമലാ പോൾ; нар. 26 жовтня 1991, Кочі) — індійська актриса, яка працює в основному у тамільському кіно.
Після появи в ролях другого плану у кількох низькобюджетних фільмах, вона отримала хороші відгуки критиків за суперечливий образ у фільмі Sindhu Samaveli (2010) тамільського режисера Саму.
Незважаючи на провал, який спіткав фільм, Амала була відзначена за головну роль у фільмі Mynaa і отримав визнання критиків за свою роботу.
З тих пір вона брала участь у кількох помітних проектах і вважається майбутнього зіркою Коллівуду.

## Фільмографія
| Рік  |   | Українська назва | Оригінальна назва              | Роль              |
| ---- | - | ---------------- | ------------------------------ | ----------------- |
| 2009 | ф |                  | Neelathamara                   | Beena             |
| 2010 | ф |                  | Veerasekaran                   | Sugandhi          |
| 2010 | ф |                  | Sindhu Samaveli                | Sundari           |
| 2010 | ф |                  | Mynaa                          | Mynaa             |
| 2011 | ф |                  | Ithu Nammude Katha             | Aishwarya         |
| 2011 | ф |                  | Vikadakavi                     | Kavitha           |
| 2011 | ф |                  | Deiva Thirumagal               | Shwetha Rajendran |
| 2011 | ф |                  | Bejawada                       | Geetanjali        |
| 2012 | ф |                  | Vettai                         | Jayanthi          |
| 2012 | ф |                  | Kadhalil Sodhappuvadhu Yeppadi | Parvathi          |
| 2012 | ф |                  | Love Failure                   | Parvathi          |
| 2012 | ф |                  | Muppozhudhum Un Karpanaigal    | Charulatha        |